# 澤萊內哈伊 (別里斯拉夫區)
47°9′56″N 32°58′43″E / 47.16556°N 32.97861°E
澤萊內哈伊（烏克蘭語：Зелений Гай）是位於烏克蘭南部的村莊，由赫爾松州別里斯拉夫區的卡利尼夫斯凱市鎮負責管轄。該村始建於1921年，面積0.65平方公里，海拔高度91米，2001年人口118，人口密度每平方公里181.3人。